# Gunung Lhopeureuda
Gunung Lhopeureuda är ett berg i Indonesien.   Det ligger i provinsen Aceh, i den västra delen av landet, 1 700 km nordväst om huvudstaden Jakarta. Toppen på Gunung Lhopeureuda är 300 meter över havet.
Terrängen runt Gunung Lhopeureuda är varierad, och sluttar söderut.Runt Gunung Lhopeureuda är det glesbefolkat, med 19 invånare per kvadratkilometer. I omgivningarna runt Gunung Lhopeureuda växer i huvudsak städsegrön lövskog.